# Sigurd Brekke
Sigurd Brekke (Oslo, 15 ottobre 1890 – Bergen, 25 aprile 1958) è stato un calciatore norvegese, di ruolo attaccante.

## Carriera

### Club
Brekke vestì la maglia del Mercantile.

### Nazionale
Conta una presenza per la Norvegia. Esordì l'11 settembre 1910, nella sconfitta per 0-4 contro la Svezia. Partecipò ai Giochi della V Olimpiade con la sua Nazionale.